# Domjevin
Domjevin je francouzská obec v departementu Meurthe-et-Moselle v regionu Grand Est. V roce 2013 zde žilo 256 obyvatel.

## Poloha
Sousední obce jsou: Bénaménil, Blémerey, Fréménil, Manonviller, Reillon a Vého.

## Vývoj počtu obyvatel
Počet obyvatel